# Hypercompe confluens
Hypercompe confluens är en fjärilsart som beskrevs av Köhler 1924. Hypercompe confluens ingår i släktet Hypercompe och familjen björnspinnare. Inga underarter finns listade i Catalogue of Life.